# 변경백
변경백(독일어: Markgraf 마르크그라프[*], 영어: Margrave 마그레이브[*])은 중세 세습 귀족 중, 타국과 영토가 맞닿은 일부 봉토(邊境)의 영주를 특별히 일컫는다. 보통의 봉건 귀족들이 자신들의 봉토에 대해 얻는 권리에 더해, 외침에 대비한 군사권과 자치권이 폭넓게 인정되었다. 독일 외 지역의 변경백은 보통 후작(Marquess)으로 번역된다. 독일에서는 넓은 영토와 강력한 권리 때문에 일반 백작보다 위계가 높지만 공작보다는 낮고 공식적으론 후작보다도 낮다. 국가간의 국경이 정립된 중세 말기에는 일반적인 봉건 영주와의 차이가 모호해졌다.

## 역사
변경백령은 원래 카롤링거 왕조의 변경주(mark)에 만들어졌으며, 주로 카롤링거 왕조와 이후 신성로마제국의 동부 국경지대에 존재했으나, 스페인이나 브르타뉴등의 타 지역에도 존재했고, 그 중 스페인 변경백령은 재정복운동을 통해 스페인 왕국의 성립에 기여하기도 했다. 외침으로부터 국가와 봉토를 보호할 의무 뿐 아니라 필요시에는 타국을 침략하는 것도 허용되었기 때문에, 영토 확장이 가능했고, 이는 변경백이 다른 백작들보다 막강한 권력을 누리는 요인이 되었다.

## 신성 로마 제국
신성 로마 제국의 변경백령 중 주목할만한 두 영지는 브란덴부르크(이후 프로이센 왕국의 기원이 됨)와 오스트마르크(“동부 국경”이라는 뜻. 이후 오스트리아가 됨)이다. 모라바는 합스부르크령이 되자, 모라바 변경백국이 되어, 오스트리아의 군주가 모라비아 변경백을 겸임하거나 봉신을 두어 모라비아를 다스렸다. 이들의 우월한 지위를 보여주는 예로는 1356년의 황금 문서를 통해 브란덴부르크 변경백이 선제후의 위치에 오른 것을 들 수 있다. 이후 변경백령들이 군사적 중요성을 상실하게 되면서, 변경백령들은 주로 공국의 형태로 군주제 국가로 발전했으며, 독일이나 오스트리아의 군주제가 종말을 맞을 무렵에는 변경백이라는 칭호 자체가 남아있지 않게 되었다.

## 유럽 외 지역
진시황의 통일 이후 중국은 절대 왕정에 근거한 관료제로 전국을 통치했으나, 때때로 중앙의 장악력이 미치지 않는 경우 지방 호족들은 행정권과 군사권을 장악해 독립적인 세력에 가깝게 성장하기도 했다. 한 예로, 당나라 말기의 절도사들은 자신의 부임지에 대한 막강한 권한을 누리게 되었으며, 이는 중세시대의 변경백이 가지던 권한과 비슷하다고도 볼 수 있다. 절도사 세력의 성장은 안사의 난과 같은 정치적 혼란의 원인이 되기도 했다.

## 같이 보기
- 성관백